# Malcolm Ohanwe

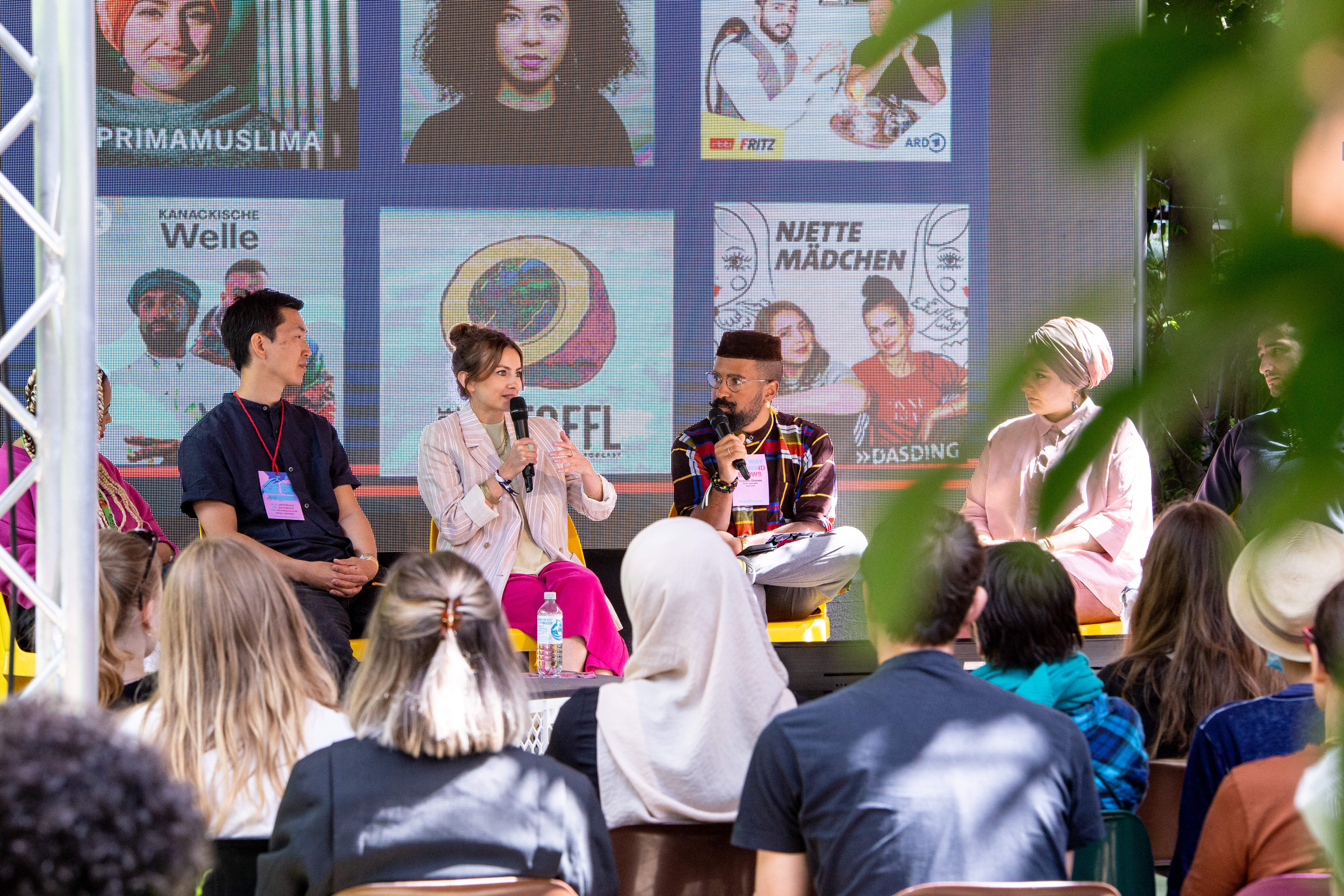
Malcolm Ohanwe (2022) bei der Moderation eines Panels auf der re:publica

Malcolm Oscar Uzoma Ohanwe (* 15. Juni 1993 in München) ist ein deutscher Journalist, Fernsehmoderator, Übersetzer und Podcaster.

## Leben

### Kindheit und Jugend
Malcolm Ohanwe wurde als Sohn einer deutschen Mutter mit christlich-palästinensischen Wurzeln und eines igbo-nigerianischen Vaters, eines Barbiers, in München geboren. Er studierte an der Ludwig-Maximilians-Universität Sprachwissenschaften (Anglistik, Romanistik und Arabistik).
Ohanwe trat mit 16 Jahren erstmals in der Öffentlichkeit auf, als er an der 7. Staffel der Casting-Show Deutschland sucht den Superstar teilnahm.

### Beruflicher Werdegang
Seine ersten journalistischen Erfahrungen machte Ohanwe nach seinem Abitur 2011 als Redaktionspraktikant für taff und red! Stars, Lifestyle & More bei ProSieben sowie als Redakteur für die Hip-Hop-Seite Rap2Soul.de, wo er unter anderem Interviews mit Deutschrap-Interpreten publizierte. Sein dortiges YouTube-Format MalcolmMusic enthielt Interviews zum Thema Popmusik und Gesellschaftspolitik. Das Format wurde zwischen 2013 und 2019 in US-amerikanischen Medien regelmäßig besprochen. Zu Interviews, die Schlagzeilen machten gehören Gespräche mit Musikerinnen wie Tamar Braxton, Christina Milian, Michelle Williams, JoJo, H.E.R., Nivea und Brandy.
Danach trat er als Kulturjournalist für den Bayerischen Rundfunk in Erscheinung, wo er ein journalistisches Volontariat absolvierte und später als Fernsehreporter für diverse Sendungen vom BR Fernsehen arbeitete. Er begann dort als Hörfunk- und Fernsehautor für den BR. 2019 war er für das englischsprachige Fernsehprogramm der Deutschen Welle tätig und berichtete unter anderem als politischer Korrespondent aus Nigeria, Westafrika. Im selben Jahr arbeitete Ohanwe in Atlanta für den US-amerikanischen Sender WABE-FM.
Ab 2018 betrieb er gemeinsam mit dem Journalisten Marcel Aburakia den Podcast Kanackische Welle, der sich mit Identität im Einwanderungsland Deutschland beschäftigt. 2020 wurde der Podcast für den Alternativen Medienpreis nominiert und unter anderem mit dem Smart Hero Award ausgezeichnet. 2021 gewann er mit dem Podcast den Juliane-Bartel-Preis. Seit Mai 2021 ist der Podcast ein Funk-Angebot.
Seit Herbst 2019 war Ohanwe einer der Moderatoren der ARD-alpha-Sendung Respekt. Außerdem arbeitet er seit 2020 als Autor für Deutschlandfunk Kultur und ist Moderator des DasDing-Podcasts Sack Reis – Was geht dich die Welt an?. Im selben Jahr übersetzte er das Buch Sei Kein Mann des britischen Schriftstellers JJ Bola aus dem Englischen ins Deutsche. Seit Januar 2021 ist er einer der Reporter des Auslandsjournal-Formats #trending vom ZDF.
2020 übersetzte er das Buch Sei Kein Mann des britischen Schriftstellers JJ Bola ins Deutsche. Das Buch wurde in Deutschland zum Spiegel-Bestseller.
Im Januar 2021 wurde er einer der Reporter des Auslandsjournal-Formats #trending vom ZDF. Für das Format berichtete über Menschenrechtsverletzungen in den Vereinigten Arabischen Emiraten, Polizeigewalt in Nigeria und Gesundheitspolitik in Mali. Für seine Beiträge erhielt er den Columbus-Filmpreis und eine Nominierung für den Marler Medienpreis Menschenrechte.
Im November 2021 präsentierte er seine eigene Talkshow Brudi Talk über Männlichkeit und Männerfreundschaften für den RBB.
Im April 2023 wurde er das Gesicht der Arte-Serie Reminded, die einen Blick auf historische Figuren wirft und die Geschichten von Figuren wie Marie Curie, George Orwell oder Hildegard von Bingen für eine junge Zielgruppe neu erzählt.
Nach Ohanwes Kommentierung des Angriffes der Hamas auf Israel im Oktober 2023 beendeten der BR und Arte die Zusammenarbeit. Der Eichborn Verlag zog das für Oktober 2023 angekündigte Buch Männlichkeiten – Eine Einladung zum Zartsein daraufhin zurück.
2024 erhielt er für seine redaktionelle Mitarbeit an der RBB-Sendung „Der Letze Drink mit Anna Dushime“ eine Nominierung für den Grimme-Preis. Seit 2024 ist er einer der Juroren für den Kultur- und Kreativpiloten Deutschland-Preis.

## Gesellschaftlicher Einfluss
Im Juni 2018 führte eine Reihe seiner Tweets zu Erfahrungen mit Alltagsrassismus dazu, dass der Hashtag #metwo des Aktivisten Ali Can viral ging. Im November 2018 dokumentierte er eine Rede des Bild-Chefredakteurs Julian Reichelt, in der er den Negativpreis Goldene Kartoffel der Neuen deutschen Medienmacher ablehnte. Der Beitrag führte zu einer Diskussion über umgekehrten Rassismus. Ohanwe selbst schrieb einen satirischen offenen Brief an Reichelt im Zündfunk.
Im März 2019 löste ein von ihm geteilter Clip aus der Sendung Das Supertalent, in dem ein fünfjähriges Mädchen aus Herne mehrmals von Dieter Bohlen nach seiner asiatischen Herkunft befragt wird, eine Debatte zu Zugehörigkeit und Rassismus in Deutschland aus. Der Clip wurde später in der Sendung hart aber fair besprochen und die Kolumnistin Ferda Ataman startete auf den Tweet hin den Hashtag #vonhier.
Im gleichen Jahr forderte er in einer Reihe von Tweets und später auch in einem Text für den Spiegel unter dem Hashtag #KritischesWeißsein weiße Personen dazu auf, ihr Weißsein kritisch zu hinterfragen. Der Aufruf wurde von verschiedenen Medien rezipiert.
Im April 2021 geriet der bayerische Kabarettist Helmut Schleich für seine schwarz geschminkte Figur „Maxwell Strauß“ in die Kritik, nachdem Ohanwe ihm auf Twitter Blackfacing vorgeworfen hatte. Der Bayerische Rundfunk, in dem die Sendung lief, rechtfertigte sich zunächst gegen die Vorwürfe. BR-Intendantin Katja Wildermuth kündigte zwei Wochen später an, dass die Figur aus dem Programm genommen werde.

## Rezeption
Das Magazin GQ – Gentlemen’s Quarterly beschreibt Ohanwe als „eine der originellsten Stimmen der deutschen Medienlandschaft“, während die taz ihm „Pionierarbeit“ in Sachen mediale Vielfalt zuschreibt. In verschiedenen Medien wurden Ohanwes Positionen als Identitätspolitik kritisiert.
Simon Sales Prado schrieb 2020 für die taz, dass Ohanwes Podcast Kanackische Welle einer der Podcasts sei, die einen Markt für postmigrantische Themen aufgebaut hätten. Dieselbe Feststellung machen Marcus Engert für Übermedien und Inna Hartwich von der Neuen Zürcher Zeitung. Eric Hartmann von der Süddeutschen Zeitung beschrieb den Podcast als „pointiert und profiliert“. Er lobte, dass es Ohanwe und seinem Partner Aburakia gelinge, „große Fragen und wissenschaftliche Ansätze auf alltägliche Erfahrungen herunter zu brechen und so greifbar zu machen“. Das Jugendmagazin BRAVO schrieb, der Podcast biete „[s]pannende Wortgefechte und nice Interviews, die dich zum Nachdenken bringen“. Melissa Erhardt von FM4 beschreibt den Podcast als „sehr unterhaltsam“.
Diverse Folgen seines Podcasts wurden von Medien wie Musikexpress, der Stuttgarter Zeitung. und ze.tt empfohlen. Ein Podcast von Deutschlandfunk Nova und das Online-Magazin jetzt griffen jeweils Ohanwes Recherchen zum Thema „Namen ändern für weniger Rassismus“ für einen Beitrag auf.
Ende 2020 postete Ohanwe auf Twitter ein Bild eines schwarzen Mannes, der von weißen Männern in einer Sänfte getragen wird, und kommentierte dazu: „mein feuchter Traum“. Bei dem Mann handelte es sich um den ugandischen Diktator Idi Amin. Ohanwe gab an, dass der Tweet satirisch gemeint war und er sich der Identität des Mannes auf dem Foto nicht bewusst gewesen sei. Vojin Saša Vukadinović warf ihm in der Welt eine „rassistische Fantasie“ vor. Der Focus-Kolumnist Jan Fleischhauer nahm Ohanwe auf Twitter in Schutz und griff den Fall in seiner Kolumne als Beispiel für gezieltes Missverstehen in sozialen Medien auf.

## Positionen zum Nahostkonflikt
Regelmäßig äußert sich Ohanwe, der palästinensischer Abstammung ist, zum Nahost-Konflikt. In der Sendung maischberger. die woche befand er, dass, während in US-amerikanischen oder israelischen Medien die Menschenrechtsverletzungen der israelischen Regierung gegenüber Palästinensern direkt benannt würden, man in Deutschland für dieselbe Kritik „Israel-Hetze“ unterstellt bekomme. Die Neue Zürcher Zeitung warf ihm „israelfeindliche Äußerungen“ vor.
Am Tag des Angriffs der Hamas auf Israel im Oktober 2023 reagierte er auf X (ehemals Twitter) mit folgenden Worten:

„Seriöse Analysten, NGOs, und Politologen weisen seit Jahren darauf hin, dass eine ‚Sicherheitspolitik‘[,] die darauf basiert, die eigene Bevölkerung in ein Apartheid-Regime ohne Bewegungsfreiheit, ohne freien Wasserzugang und wöchentlichem Töten von Zivilisten zu pferchen, nicht sehr nachhaltig ist. Dass unbewaffnete Menschen eiskalt getötet werden, ist eine Tragödie. Es passiert ständig in Palästina, staatlich subventioniert sogar. Zu glauben, dass auf maßlose, willkürliche Gewalt nicht irgendwann dasselbe als Antwort folgt, ist nicht nur naiv, sondern menschenverachtend. Wer sich wirklich um israelische und palästinensische Zivilist*innen sorgt, wer wirklich will[,] dass israelische Menschen in Sicherheit leben, muss klare Worte gegen Siedlerkolonialismus, Apartheid und Besatzung haben. Frieden auf dem Rücken von 7 Millionen Menschen ist absurd. Wenn die Zunge der Palästinenser systematisch abgeschnitten wird, wie sollen sie sich mit Worten wehren? Wenn das Wahlrecht der Palästinenser unterbunden wird, wie sollen sie sich mit Kreuzen wehren? Wenn ihre Bewegung eingeschränkt wird, wie sollen sie sich mit Demos wehren? Was erwarten Leute? […] Es ist zu hoffen, [dass] die israelische Apartheids-Politik und die Aggressionen der Hamas und die grausame Tötung jeglicher Zivilist*innen ein baldiges Ende nehmen.“

Einige Stunden danach, ohne ein Gespräch mit Ohanwe, distanzierte sich der Sender Arte „in aller Schärfe“ von Ohanwes „menschenverachtenden Äußerungen“. Daraufhin distanzierte sich auch der Bayerische Rundfunk von Ohanwes Aussagen und gab an, er werde als freier Journalist nicht mehr beschäftigt. Laut dem Bayerischen Rundfunk sei bereits im Sommer vor den Äußerungen die Entscheidung gefallen, Ohanwe keine weiteren Aufträge mehr zu erteilen. Er selbst gab gegenüber der taz an, er habe keine menschenverachtenden Aussagen getätigt. Vielmehr habe er sich „gegen den Hamas-Terror, gegen Israels völkerrechtswidrige Besatzung und für die Sicherheit der Zivilbevölkerung“ ausgesprochen.

## Veröffentlichungen

### Bücher
Gastbeiträge
- David Mayonga aka Roger Rekless mit Nils Frenzel: „Ein Neger darf nicht neben mir sitzen“. Eine deutsche Geschichte. Komplett-Media, München/Grünwald 2019, ISBN 978-3-8312-6995-2.
- Ali Can: „Mehr als eine Heimat“. Wie ich Deutschsein neu definiere. Duden, Mannheim 2019, ISBN 978-3-411-74732-0

Übersetzung
- JJ Bola: „Sei Kein Mann“. Warum Männlichkeit ein Alptraum für Jungs ist. hanserblau, München 2020, ISBN 978-3-446-26798-5

### Podcasts
- 2018–2021: Kanackische Welle (ab Mai 2021: Funk)
- 20202: Wakandische Welle
- 2020–2022: Sack Reis – Was geht dich die Welt an? (DasDing/SWR)

### Radio-Features
- 2018: Wieso Nigeria Afrikas Hollywood- und Popstar-Schmiede ist (Zündfunk/Bayern 2)
- 2018: Wir sind zu viele: Warum deutscher Pop nicht weiß bleibt (Zündfunk/Bayern 2)
- 2020: Afroshops: Haare, Haut und Schwarzes Deutsches Unternehmertum (Zündfunk/Bayern 2)
- 2020: Einmal Ghana und zurück? Warum Ghana für Schwarze Deutsche so anziehend ist (Zündfunk/Bayern 2)
- 2021: Apo Don Me: Wie Albaner (deutschen) Pop verändern (Zündfunk/Bayern 2)

### Fernsehbeiträge
- 2019: E-Scooter – Fluch oder Segen? (Kontrovers – Das Politikmagazin, BR Fernsehen)
- 2019: Die Unsichtbaren – Bulgarische Wanderarbeiter in Deutschland (Europa-Reportage, BR Fernsehen)
- 2019: Deutschrap – erfolgreich gegen Diskriminierung? (RESPEKT, ARD-alpha)
- 2020: Gender – weg vom Schwarz-Weiß-Denken (RESPEKT, ARD-alpha)
- 2020: Unter Neonazis: Als Journalist auf Volkslehrer-Kundgebung (Follow Me Reports, Funk)
- 2020: Fake News (RESPEKT, ARD-alpha)
- 2021: Feiern trotz Corona: Was macht Mali anders? (#trending, ZDF)
- 2021: Warum so viele Influencer nach Dubai ziehen (#trending, ZDF)
- 2021: Ich bin kein Virus! – anti-asiatischer Rassismus in Deutschland (RESPEKT, ARD-alpha)
- 2021: Hashtag EndSARS: Nigerias Kampf gegen Korruption und Polizeigewalt (#trending, ZDF)
- 2021: Toxische Männlichkeit (RESPEKT, ARD-alpha)
- 2022: Der böse Osten – Diskriminierung per Kompass (RESPEKT, ARD-alpha)

## Moderationen
- 2019–2023: RESPEKT (ARD-alpha)
- 2020–2021: #trending (ZDF)
- 2021: Brudi Talk (RBB)
- 2023: Reminded (ARTE)

## Auszeichnungen und Nominierungen
| Jahr | Auszeichnung                                               | Kategorie                                                           | Für | Ergebnis  | EN              |
| ---- | ---------------------------------------------------------- | ------------------------------------------------------------------- | --- | --------- | --------------- |
| 2019 | International Music Journalism Award (Reeperbahn Festival) | Beste musikjournalistische Arbeit unter 30 Jahren                   | Wir sind zu viele: Warum deutscher Pop nicht mehr weiß bleibt (Zündfunk auf Bayern 2)                              | Gewonnen  | [ 90 ]          |
| 2019 | Medium Magazin Top 30 bis 30                               |                                                                     | Malcolm Ohanwe als Journalist                                                                                      | Gewonnen  | [ 91 ]          |
| 2020 | Herbert Quandt Medien-Preis                                | Film                                                                | E-Scooter – Fluch oder Segen (Kontrovers – Das Politikmagazin im BR Fernsehen)                                     | Nominiert | [ 92 ]          |
| 2020 | Alternativer Medienpreis                                   | Vernetzung                                                          | Kanackische Welle                                                                                                  | Nominiert | [ 29 ]          |
| 2020 | Smart Hero Award                                           | Demokratisch Gestalten, 1. Platz                                    | Kanackische Welle                                                                                                  | Gewonnen  | [ 30 ]          |
| 2020 | International Music Journalism Award (Reeperbahn Festival) | Beste musikjournalistische Arbeit – Multimedia                      | Slang & Sprache im Deutschrap (Alex Berlin)                                                                        | Nominiert | [ 93 ]          |
| 2020 | Medienpreis Urologie                                       | Herausragender journalistischer Beitrag über ein urologisches Thema | Penis-Gesundheit und Beschneidung der Vorhaut (Kanackische Welle)                                                  | Gewonnen  | [ 94 ]          |
| 2020 | Friedrich-Wilhelm-Raiffeisen-Preis                         | Journalistischer Beitrag zu wirtschaftlicher Bildung                | Die Unsichtbaren – Bulgarische Wanderarbeiter in Deutschland (BR Fernsehen)                                        | Gewonnen  | [ 95 ]          |
| 2020 | Isarnetz Creator Award                                     | Lifestyle, 1. Platz                                                 | Kanackische Welle                                                                                                  | Gewonnen  | [ 96 ]          |
| 2020 | Willi-Bleicher-Preis                                       | Nachwuchs                                                           | Afroshops – Haare, Haut und Schwarzes Deutsches Unternehmertum (Zündfunk auf Bayern 2)                             | Gewonnen  | [ 97 ]          |
| 2021 | Juliane-Bartel-Medienpreis                                 | Doku Audio                                                          | Sexismus in kanackischen Communitys (Kanackische Welle)                                                            | Gewonnen  | [ 98 ]          |
| 2021 | Juliane-Bartel-Medienpreis                                 | Shorts                                                              | Women of Color im Pop: Wie sich migrantische Frauen ihren Platz im Musikgeschäft erkämpfen (Zündfunk auf Bayern 2) | Nominiert | [ 99 ]          |
| 2021 | Förderpreis Aktive Bürgerschaft                            | Medien                                                              | Unter Neonazis: Als Journalist auf Volkslehrer-Kundgebung (follow.me reports)                                      | Gewonnen  | [ 100 ]         |
| 2021 | Coburger Medienpreis                                       | Beste Schöpfung National                                            | Afroshops – Haare, Haut und Schwarzes Deutsches Unternehmertum (Zündfunk auf Bayern 2)                             | Gewonnen  | [ 101 ]         |
| 2021 | Deutscher Podcast Preis                                    | Bester Independent Podcast                                          | Kanackische Welle                                                                                                  | Nominiert | [ 102 ]         |
| 2021 | Deutscher Engagementpreis                                  |                                                                     | Kanackische Welle                                                                                                  | Nominiert | [ 103 ]         |
| 2021 | Ensemble-Preis                                             | Bestes Audio                                                        | Afroshops – Haare, Haut und Schwarzes Deutsches Unternehmertum (Zündfunk auf Bayern 2)                             | Gewonnen  | [ 104 ]         |
| 2021 | International Music Journalism Award (Reeperbahn Festival) | Beste musikjournalistische Arbeit des Jahres                        | Lass mich Atmen: Talk mit Eunique, Jalil, Roger Rekless & mehr (Alles Gold-Youtube)                                | Gewonnen  | [ 105 ] [ 106 ] |
| 2021 | Robert-Geisendörfer-Preis                                  | Hörfunk                                                             | Sack Reis – Was geht dich die Welt an? (DasDing/Südwestrundfunk)                                                   | Gewonnen  | [ 107 ]         |
| 2022 | turi2 „21 junge Journalisten, die 2021 aufgefallen sind“   |                                                                     | Malcolm Ohanwe als Journalist                                                                                      | Gewonnen  | [ 108 ]         |
| 2022 | CIVIS Medienpreis                                          | Civis Audio Award                                                   | Apo Don Me – Wie Albaner*innen (deutschen) Pop verändern (Zündfunk auf Bayern 2)                                   | Nominiert | [ 109 ]         |
| 2022 | Columbus-Film-Preis                                        | Information & Ethik                                                 | Luxusleben steuerfrei? – Warum so viele Influencer nach Dubai ziehen (Auslandsjournal im ZDF)                      | Gewonnen  | [ 110 ]         |
| 2022 | Alternativer Medienpreis                                   | Leben                                                               | Sack Reis – Was geht dich die Welt an? (DasDing/Südwestrundfunk)                                                   | Nominiert | [ 111 ]         |
| 2022 | Coburger Medienpreis                                       | Nachwuchs                                                           | Sack Reis – Was geht dich die Welt an? (DasDing/Südwestrundfunk)                                                   | Nominiert | [ 112 ]         |
| 2022 | Marler Medienpreis Menschenrechte                          | Preis der Amnesty Jugend                                            | #endsars – Nigerias Kampf gegen Korruption und Polizeigewalt (Auslandsjournal im ZDF)                              | Nominiert | [ 113 ]         |
| 2022 | Marler Medienpreis Menschenrechte                          | Preis der Amnesty Jugend                                            | Kanackische Welle (funk)                                                                                           | Nominiert | [ 113 ]         |
| 2024 | Grimme-Preis                                               | Beste Unterhaltung                                                  | Der Letze Drink mit Anna Dushime (RBB)                                                                             | Nominiert | [ 114 ]         |